# Аскола, Арво
Арво Аскола (фин. Arvo Askola; 2 декабря 1909, Валкеала, Великое княжество Финляндское — 23 ноября 1975, Куусанкоски, Кюми) — финский легкоатлет, призёр Олимпийских игр.
Арво Аскола родился в 1909 году в Валкеала (ныне — территория города Коувола), Великое княжество Финляндское. В 1934 году стал обладателем серебряной медали чемпионата Европы. В 1936 году на Олимпийских играх в Берлине завоевал серебряную медаль в беге на 10 км.